# 岸和田市医師会看護専門学校
岸和田市医師会看護専門学校（きしわだしいしかいかんごせんもんがっこう）は、大阪府岸和田市にある私立専修学校。設置主体は、社団法人岸和田市医師会。

## 沿革
- 1954年 - 准看護婦養成学校として開校
- 1977年 - 専修学校となり現校名となる

## 学科
- 看護科
- 准看護科

## 所在地
- 〒596-0004 大阪府岸和田市荒木町1丁目1-51

最寄り駅は、南海春木駅